# Dentsply Sirona
Dentsply Sirona Inc. entstand im Februar 2016 durch die Fusion von DENTSPLY International Inc. und Sirona Dental Systems, Inc. und ist seitdem der weltweit größte Hersteller für Dentalprodukte und -technik. Das Unternehmen ist an der US-Börse Nasdaq notiert.

## Produkte
Das Produktangebot von Dentsply Sirona für Zahnärzte und Zahntechniker ermöglicht die Durchführung von Standard- und Spezialbehandlungen in der restaurativen Zahnmedizin, Implantologie, Endodontie und Kieferorthopädie und untergliedert sich in die Bereiche Verbrauchsmaterialien, Ausstattung und Technik. Das Sortiment reicht von dentalen Kleingeräten über digitale Röntgengeräte bis zu vollständigen Behandlungs- und Diagnosegeräten für Zahnarztpraxen, zahntechnische Laboratorien und Kliniken.

## Geschichte
Ursprung des Unternehmens sind das amerikanische Unternehmen Dentsply (gegründet 1899) und das deutsche Unternehmen Sirona Dental Systems, einer ehemaligen Siemenstochter (basiert in Bensheim).
Am 15. September 2015 wurde bekannt gegeben, dass die Vorstände des US-amerikanischen Unternehmens Dentsply International (Marktführer Verbrauchsmaterialien) und Sirona Dental Systems, Inc. (Marktführer bei Technologie und Ausstattung für die Zahnheilkunde) einem Fusionsvertrag zugestimmt haben. Die Fusion wurde am 29. Februar 2016 offiziell bekanntgegeben und resultierte in der The Dental Solutions CompanyTM.
Dentsply Sirona ist im Dentalbereich das Unternehmen mit der größten Vertriebs- und Serviceinfrastruktur und beschäftigt weltweit ca. 16.200 Mitarbeiter.